# 沙泰尔讷夫 (汝拉省)
沙泰尔讷夫（法語：Châtelneuf，法語發音：[ʃatɛlnœf]）是法国汝拉省的一个市镇，属于隆斯勒索涅区。

## 地理
沙泰尔讷夫（46°40'30"N, 5°55'0"E）面积13 平方千米，位于法国勃艮第-弗朗什-孔泰大區汝拉省，该省份为法国东部内陆省份，北起上索恩省，西北接科多尔省，西临索恩-卢瓦尔省，南至安省，东与杜省和瑞士接壤。
与沙泰尔讷夫接壤的市镇（或旧市镇、城区）包括：卢勒、绍德克罗特奈、拉绍迪东比耶、勒弗拉努瓦、皮莱穆万、萨夫洛、勒沃迪乌。

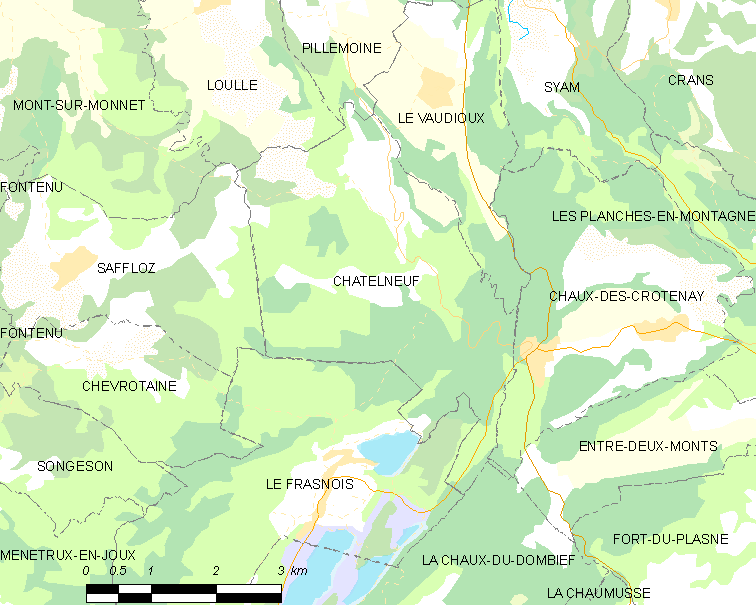
的OSM定位图

沙泰尔讷夫的时区为UTC+01:00、UTC+02:00（夏令时）。

## 行政
沙泰尔讷夫的邮政编码为39300，INSEE市镇编码为39120。

## 政治
沙泰尔讷夫所属的省级选区为尚帕尼奥勒县。

## 人口

1962-2008年间人口变化图示

沙泰尔讷夫于2022年1月1日时的人口数量为122人。